# Desno Sredičko
 Desno Sredičko  falu Horvátországban, Károlyváros megyében. Közigazgatásilag Lasinjához tartozik.

## Fekvése
Károlyvárostól 27 km-re keletre, községközpontjától 2 km-re délkeletre a Kulpa jobb partján fekszik. Ezt fejezi ki nevének előtagja is, mely a folyó bal partján fekvő Lijevo Sredičkotól különbözteti meg.

## Története
A településnek 1857-ben 189, 1910-ben 376 lakosa volt. A trianoni békeszerződésig Zágráb vármegye Pisarovinai járásához tartozott. 2011-ben 212-en lakták.

## Lakosság
| Lakosság változása | Lakosság változása | Lakosság változása | Lakosság változása | Lakosság változása | Lakosság változása | Lakosság változása | Lakosság változása | Lakosság változása | Lakosság változása | Lakosság változása | Lakosság változása | Lakosság változása | Lakosság változása | Lakosság változása | Lakosság változása |
| ------------------ | ------------------ | ------------------ | ------------------ | ------------------ | ------------------ | ------------------ | ------------------ | ------------------ | ------------------ | ------------------ | ------------------ | ------------------ | ------------------ | ------------------ | ------------------ |
| 1857               | 1869               | 1880               | 1890               | 1900               | 1910               | 1921               | 1931               | 1948               | 1953               | 1961               | 1971               | 1981               | 1991               | 2001               | 2011               |
| 189                | 248                | 247                | 338                | 350                | 376                | 334                | 318                | 300                | 301                | 322                | 323                | 304                | 280                | 228                | 212                |

## Nevezetességei
Itt található a lasinjai „Talijanovo brdo” lelőhely, egy a Kulpa folyó közelében található természetes magaslat, amely a Lasinja kultúrának nevet adta. Tulajdonképpen egy fennsík, amely a Kupa folyó felett, annak jobb partja felett, körülbelül 150 méteres magasságban helyezkedik el. A helyszínt a kőbánya már nagyjából megsemmisítette. A fennsík délnyugati oldala mára megsemmisült, míg az északkeleti az erdő alatt található, ahol nagyszámú, főként rézkori kultúrájú kerámia- és kőtöredék található, bár a helyszínt a bronz- és vaskorban is alkalmanként lakták.